# Менетрё-ле-Питуа
Менетрё-ле-Питуа́ (фр. Ménétreux-le-Pitois) — коммуна во Франции, находится в регионе Бургундия. Департамент коммуны — Кот-д’Ор. Входит в состав кантона Венаре-Ле-Лом. Округ коммуны — Монбар.
Код INSEE коммуны — 21404.

## Население
Население коммуны на 2010 год составляло 445 человек.
| 1962 | 1968 | 1975 | 1982 | 1990 | 1999 | 2010 |
| ---- | ---- | ---- | ---- | ---- | ---- | ---- |
| 332  | 299  | 400  | 461  | 467  | 426  | 445  |

## Экономика
В 2010 году среди 274 человек трудоспособного возраста (15—64 лет) 194 были экономически активными, 80 — неактивными (показатель активности — 70,8 %, в 1999 году было 66,3 %). Из 194 активных жителей работали 180 человек (100 мужчин и 80 женщин), безработных было 14 (5 мужчин и 9 женщин). Среди 80 неактивных 27 человек были учениками или студентами, 34 — пенсионерами, 19 были неактивными по другим причинам.